# Ponç de Planella
Ponç de Planella (Moià, Moianès - la Seu d'Urgell, 1277-1279) va ser un frare dominic, mort violentament. Considerat màrtir, és venerat com a beat a Moià i la Seu d'Urgell, tot i no haver estat beatificat formalment.

## Biografia
Nascut a Moià, en una de les famílies nobles de l'indret, amb possessions a la comarca. Va ingressar de jove a l'Orde de Sant Domènec. Potser va conèixer Ramon de Penyafort a Barcelona. Per manament de l'orde, seguint les directrius pontifícies, va predicar al nord de Catalunya, on encara romanien actius focus d'albigesos.
Va predicar activament contra l'heretgia, acompanyant l'inquisidor general Pere de Cadireta, també moianès. Va morir en circumstàncies poc clares, lapidat per un grup d'heretges en 1277 o 1279, juntament amb el seu company Pere de Cadireta.

## Veneració
Considerats màrtirs, tots dos van ser enterrats a la catedral de la Seu d'Urgell --després, les seves relíquies van ser traslladades a l'església de Sant Domènec de la Seu d'Urgell; en ésser desamortitzat el convent, van ser traslladades novament a la catedral-- i són venerats com a sant a la comarca.
El procés de beatificació, iniciat en 1866, va quedar interromput; avui rep culte local a l'Alt Urgell i Moià, com a beat.